# João Francisco Vilhena
João Francisco Vilhena (Lisboa, 1965) é um artista visual e fotojornalista português.

## Biografia
Nasceu na cidade de Lisboa, em 1965.
Destacou-se pela sua carreira como artista visual, tendo ao longo da sua obra utilizado várias tipologias multimédia, como a música, as imagens e as palavras. A sua obra faz parte do acervo de várias colecções de arte, tanto públicas como privadas. Trabalhou igualmente como editor fotográfico dos jornais Sol e O Independente, e foi director de arte para a revista literária Tabacaria, editada pela Casa Fernando Pessoa. Também teve uma extensa carreira como fotojornalista, durante a qual colaborou com vários jornais e revistas, tanto nacionais como estrangeiros, como a Ler, Elle, Máxima, Marie Claire, Oceanos, Visão, Grande Reportagem, Colóquio-Letras, Der Spiegel e Le Monde.
Em Outubro de 1997 fez a exposição individual Casa de Escritores, na instituição cultural Literaturhaus (de), na cidade de Frankfurt, na Alemanha. Em Novembro de 1998 fez uma nova exposição individual, José Saramago: Uma voz contra o silêncio, que teve lugar no Grande Hotel de Estocolmo, na Suécia, organizada no âmbito da condecoração de José Saramago com o prémio Nobel de Literatura. Em Janeiro de 2001 organizou a exposição individual Ilustradores Ilustrados, na Bedeteca de Lisboa, que foi depois apresentada no Museu Municipal de Estremoz no mês seguinte, em Outubro desse ano na Biblioteca Almeida Garrett, no Porto, e em Abril de 2002 no Cineteatro de Palmela. Em Fevereiro de 2001 participou na exposição colectiva Cem imagens, cem legendas, no Museu de Arte Contemporânea de Serralves, que foi depois mostrada no no Centro Cultural de Belém, em Lisboa. Em Outubro de 2002 expôs no Convento de Montemor-o-Novo. Em Abril de 2004 organizou a exposição Pessoa Revisited no Irish Writers Centre, em Dublin, na Irlanda, e em Dezembro desse ano a exposição Pessoa and co. no Yapi Kredi, em Istambul, na Turquia. Em Dezembro de 2011 regressou a Portugal para a exposição Don't ask why, na livraria Ler Devagar, em Lisboa. Em Fevereiro de 2013 fez a exposição Polaroides & Poemas: as imagens das palavras, na Casa da Cultura de Setúbal. Em Setembro de 2015 fez a exposição O Amor Mata, sobre o tema da violência doméstica, na Galeria das Salgadeiras em Lisboa, que foi mostrado novamente em 2019, no Centro Cultural de Lagos. e em Julho de 2021, na Casa dos Crivos, em Braga. Em Maio de 2016 expôs a A Melancolia das Sombras, no Centro Cultural de Belém, e em Julho desse ano o Mal Branco, na Casa dos Crivos, em Braga. Em Outubro desse ano voltou ao Centro Cultural de Belém com a exposição Canárias, a síntese dos elementos. Em Abril de 2016, organizou o espectáculo de vídeo e som Disclosure, na Capela de São Martinho, em Óbidos. Em Outubro de 2017 expôs no Museu do Côa, e em Novembro desse ano no Museu da Imagem, em Braga. Em Novembro de 2018 lançou uma nova colecção relativa aos vinte anos da atribuição do Nobel da Literatura a José Saramago, no Centro Português de Serigrafia. Em Setembro de 2022 participou num evento de homenagem ao jornalista e escritor João Paulo Cotrim, e no mês seguinte foi um dos artistas convidados para expôr no âmbito da Festa da Ilustração, no Museu de Setúbal.
Uma das suas exposições mais destacadas foi Lanzarote, la ventana de Saramago, que foi por diversas vezes repetida em vários países. A sua primeira apresentação foi em Abril de 2014, no lago de San Ginés, na cidade de Arrecife, nas Ilhas Canárias, tendo sido depois mostrada em Junho de 2014 na Biblioteca da Sagrada Família em Barcelona, em Novembro desse ano na Cooperativa de Comunicação e Cultura em Torres Vedras, em Janeiro de 2015 na Casa de La Provincia em Sevilha, em Junho desse ano no Centro Cultural de Espanha, em Santiago do Chile, em Setembro no Centro Cultural Palácio do Egipto, em Oeiras, em Abril de 2016 no Centro Cultural de Lagos, e em Novembro desse ano no Teatro Español de Madrid.
Escreveu também vários livros, de forma individual ou em colaboração: em 1997 lançou a obra Casa D'Escritas com Paula Ribeiro, e em 2003 o romance fotográfico Atlântico em conjunto com Pedra Rosa Mendes. Em 2004 publicou a obra Jarros, Antúrios e Outros Sentidos, que foi premiado com um prémio Apex nos Estados Unidos, e o prémio Prisma em Portugal. Em 2014 lançou o álbum de fotografias Lanzarote pela Porto Editora, e em 2017 outro álbum, Silêncio, com música de Pedro Oliveira. Destaca-se também a obra O Diário das Nuvens, que foi escrita em parceria com João Paulo Cotrim. Foi igualmente membro do júri em diversos prémios sobre fotografia.